# Congshu
Congshu (叢書 / 丛书,  cóngshū,  Ts'ung-shu) sind chinesische Sammelwerke oder Anthologien, in denen mehrere vorhandene Werke zusammengestellt und neu veröffentlicht werden. Ein Großteil der wissenschaftlichen Quellen der ostasienbezogenen Forschung befindet sich darin. Viele Werke wurden durch die Aufnahme in solche bisweilen recht umfangreichen Reihen vor dem Vergessen bewahrt. Berühmte congshu sind Sibu congkan, Sibu beiyao oder Umfassende Sammlung von Congshu (mit Fortsetzungen).